# Senko Pličanič
Senko Pličanič (ur. 8 kwietnia 1963 w Novej Goricy) – słoweński polityk, prawnik i nauczyciel akademicki, minister sprawiedliwości i administracji publicznej (2012–2013), minister sprawiedliwości (2013–2014).

## Życiorys
W 1993 ukończył studia na Uniwersytecie Lublańskim. Później do 1996 kształcił się w Berkeley School of Law w zakresie prawa administracyjnego i ochrony środowiska. W 1998 obronił doktorat poświęcony zagadnieniom dotyczącym prawa wodnego. Został wykładowcą na macierzystej uczelni, był także profesorem wizytującym na Golden Gate University w San Francisco. Autor publikacji naukowych, w tym książek; uczestniczył w pracach nad kilkoma ustawami (m.in. o dostępie do informacji publicznej).
W 2011 bez powodzenia kandydował do Zgromadzenia Państwowego z listy Obywatelskiej Listy Gregora Viranta (przemianowanej potem na Listę Obywatelską). Od 10 lutego 2012 był ministrem sprawiedliwości i administracji publicznej w drugim rządzie Janeza Janšy, zrezygnował z tego stanowiska po wyjściu DL z koalicji w styczniu 2013. 20 marca tegoż roku objął urząd ministra sprawiedliwości w nowo powołanym rządzie Alenki Bratušek. Zakończył pełnienie tej funkcji wraz z całym gabinetem we wrześniu 2014. W 2020 był jednym z ośmiu kandydatów na słoweńskiego sędziego Sądu w ramach Trybunału Sprawiedliwości Unii Europejskiej.

## Życie prywatne
Był żonaty z Victoriją Vazzaz, z którą ma dwoje dzieci.